# 富山詠美
富山 詠美（とみやま えいみ、1998年6月21日 - ）は、日本のアナウンサー。栃木県足利市出身。元新潟テレビ21所属で、2025年現在はセント・フォース所属。

## 人物
小学1年生から3年生まで新潟県長岡市に住んでいた。早稲田大学文化構想学部文化構想学科を卒業。大学には実家のある足利市から片道2時間ほどかけて通っていた。在学中に地元の商工会議所が主催する「足利ミス織姫コンテスト」で織姫に選ばれ、以降は一日足利税務署長や足利警察署一日交通課長を務めるほか、テレビ番組にも出演するなど、足利市の観光プロモーション活動に注力した。
学生時代に受けたインタビューで「将来の夢はアナウンサーになること」と発言しており、自身の持ち味でもある″一生懸命な姿″が伝わるようなアナウンサーになりたいと語っている。ミュージカル女優をしていた叔母の公演に足を運ぶうち、表舞台に立つ人の発信力や表現力に惹かれたことがきっかけとなり、初めは単なる憧れだったが、高校生になってからはニュース番組を意識して見るようになり、大学に入学してからは放送研究会に入って経験を積んだという。同研究会は外部の団体からの依頼で映像、照明、音響、MCなどの仕事に携わる活動をしており、富山は大学主催の文芸祭での司会や″原宿表参道元氣祭スーパーよさこい″でMCなどを担当した。目標とする人物に、日本テレビのアナウンサー・水卜麻美を挙げており、「アナウンス技術も完璧で人柄の良さが伝わる」と話している。
好きな言葉&モットーは「本気に勝るものはなし」。趣味は書店巡り、パン屋巡り、空の写真を撮ること、好きな香りのアロマを見つけること、散歩など。

## 経歴
BSフジ学生キャスターを経て2021年、新潟テレビ21に入社した。
報道制作局アナウンス部に所属し、UX Newsでニュースを伝えるほか、情報番組まるどりっ!UPのコーナー「ズックでいこう 旅してちょうない。」ではイラストレーターのやまだみつると共に県内各所を巡り、リポーターを務めた。
2024年5月31日に放送された、富山がキャスターを務める県内のニュース番組「スーパーJにいがた」の毎月第3金曜に放送するコーナーで、自ら取材先の交渉・出演・ディレクターを担当した「この町で ～愛される老舗～ 老舗和菓子店・里仙」にて2024年度のANNアナウンサー賞ナレーション部門新人賞ならびに最優秀新人賞を受賞した。審査員の間では「VTRをトータルで見たときに和菓子の上品さや伝統を表現し、編集やリポート、ナレーションも含めて一体となっていました」と高く評価された。
2025年3月をもって新潟テレビ21を退社。3月28日の「スーパーJにいがた」が最後の出演となる。YouTubeのUX新潟NEWSで過去の思い出を振り返ると共に卒業の挨拶をしている。
2025年5月、自身のInstagramでセント・フォース所属となったことを発表している。
2025年6月4日、CS放送「TBS NEWS」でデビューを果たした。

## 出演番組
- スーパーJにいがた・キャスター（月 - 金 午後6時15分 - ）
  - コーナー「この町で 〜愛される老舗〜」
- ほっとホット新潟
- 報道特別番組（選挙特番など）
- TBS NEWS（2025年6月4日 - ）

### 過去の出演番組
- まるどりっ!UP「ズックでいこう 旅してちょうない。」リポーター（2021年6月 - 2023年5月）
- UX新潟テレビ開局40周年記念スペシャル「あとつぎ発掘支援プロジェクト『ツグツグ』」[8]